# Os Golpes
Os Golpes est un groupe de punk rock portugais. Il est formé en 2005 et se compose de Manuel Fúria dos Golpes (chant, guitare), Pedro da Rosa dos Golpes (guitare, chœurs),  Luís d'Os Golpes (basse, chœurs), et Nuno Moura dos Golpes (batterie, chœurs). Ils décident de se séparer en 2011.

## Biographie
Le groupe publie son premier album, Cruz vermelha sobre fundo branco, en 2009, au label Amor Fúria,.
Il est suivi, l'année suivante en 2010, par G, avec Rui Pregal da Cunha comme invité spécial
En 2011, le groupe annonce sa séparation. « Nous avons décidé de suspendre toute l'activité du groupe. Il y a de nouveaux chemins dans nos vies, des chemins que nous voulons dénouer », expliquent Manuel Fúria, Nuno Moura, Luís, et Pedro da Rosa dans un communiqué. Un nouvel album, qui ne sera finalement pas publié, était annoncé pour mars 2012, et leur concert pour le 10 décembre au MusicBox de Lisbonne, a été annulé. Après la séparation du groupe, Manuel Fúria publie un album solo en mars, et Pedro da Rosa continue avec le groupe Armada.

## Membres
- Manuel Fúria dos Golpes - chant, guitare
- Pedro da Rosa dos Golpes - guitare, chœurs
- Luís d'Os Golpes - basse, chœurs
- Nuno Moura dos Golpes - batterie, chœurs[5]

## Discographie
- 2009 : Cruz vermelha sobre fundo branco
- 2010 : G
- 2011 : Os Golpes